# Toneelgroep Het Volk
Toneelgroep Het Volk is een Nederlands toneelgezelschap bestaande uit Bert Bunschoten, Wigbolt Kruyver en Joep Kruyver. Het gezelschap staat jaarlijks rond de honderd keer op de planken. 
De toneelgroep "Het Volk" werd opgericht in 1976. In de loop der jaren hebben meerdere gastacteurs opgetreden in de theatervoorstellingen van "Het Volk", onder anderen Pierre Bokma, Elsje de Wijn en Wimie Wilhelm. De oprichters van de groep, Bert Bunschoten en Wigbolt Kruyver, kregen vanaf 1989 versterking van Joep Kruyver. Vanaf die tijd gingen zij ook eigen teksten schrijven. De voorstellingen werden geregisseerd door diverse regisseurs. Van een substantieel deel was Aike Dirkzwager hun regisseur.
Egbert van Paridon karakteriseerde hun werk als "overtuigend theater, op de man af, zonder onderschatting van hun publiek". Ko van Leeuwen gaf zijn artikel ter gelegenheid van het 25-jarig bestaan van "Het Volk" de titel mee "Wars van trends en stromingen", omdat deze zin  naar zijn mening, de kern van hun werk trof: "helder toneel, wars van trends en stromingen, dat een breed publiek aanspreekt". Naast eigen geschreven stukken maakten zij bewerkingen van het werk van Bordewijk, Daisne, Elsschot, Heijermans, Nescio, Vondel en anderen. Louis Ferron schreef de stukken "Toblerone" en "De Glazen Kin".
In 2001 ontving "Het Volk" ter gelegenheid van het 25-jarig bestaan de erepenning van de stad Haarlem uit handen van de toenmalige burgemeester van Haarlem Pop. De feestrede werd bij die gelegenheid uitgesproken door Ton Lutz. In 2016 werden Bert Bunschoten en Joep en Wigbolt Kruyver ter gelegenheid van het veertigjarig bestaan van "Het Volk" benoemd tot Ridder in de Orde van Oranje-Nassau.

## Repertoire
- Het verhaal van de dierentuin (1976)
- Brand in de Jonge Jan (1978)
- Bolhoedmannen (1978) - in samenwerking met de theatergroep Perspekt
- Brief in de schemer (1979)
- Hammer (1981) - in samenwerking met de theatergroep Perspekt
- Dominee fluit ... (1981) onder de naam theatercollectief HaverSchmidt
- Sanatorium Klepsydra (1982)  - in samenwerking met de theatergroep Perspekt
- Hoor mijn lied Violetta (1982)
- Afrekenen makker (1983)
- Dwaallicht (1983)
- De Hel (1986)
- gastrollen in Hamlet van het Publiekstheater onder regie van Gerardjan Rijnders
- On tour (1987)
- De trein der traagheid (1987)
- De twaalf Gezworenen (1988) - in samenwerking met Toneelgroep Amsterdam met Pierre Bokma als gastacteur
- Blauwdruk (1989)
- Kaaljakkers (1990)
- gastrollen in Richard II, Henry IV en Henry V van de Shakespeare Compagnie onder leiding van Adrian Brine (1990/1991)
- Toblerone (1992)
- Het laatste kievitsei (1992)
- Nooit meer dansen (1993)
- Jongens waren we (19940
- Golden Fiction (1995)
- Het volk in Dothan (1996)
- Plotto (1997)
- 1 januari (1998) - in samenwerking met De Gebroeders Flint
- Het verjaardagsfeest (1998) - met gastoptredens van Elsje de Wijn, Wimie Wilhelm en Fran Waller Zeper
- Gebakken meeuw (1999)
- Een zomerjurk vol verdriet (2000)
- De glazen kin (2001) - in samenwerking met Bellevue Lunchtheater
- Vlegeljaren (2003)
- Logement van Dijk - met een gastrol van Jan Heijer
- Sprongen in het duister (2005)
- Helden zonder Glorie (2006) - met gastrollen van Minke en Karlijn Kruijver
- Wat niet mag (2006) - met gastrollen van Minke en Karlijn Kruijver
- Oidiepoes (2008) - met gastrollen van Minke en Karlijn Kruijver
- De Opportunist (2009) - met gastrollen van Minke en Karlijn Kruijver
- De Drie Verdrietige Eenzame Mannen (2010)
- Het Jubileum (2011) - met een gastrol van Steven de Jong
- Herfst in Schoorl  (2013)
- Het Dwaallicht (2014) - reprise van de voorstelling uit 1983
- Het volk in Dothan (2015) - reprise van de voorstelling uit 1996
- Veteranen (2016/2017)
- De God van de Slachting (2017/2018) - met gastrollen van Minke en Karlijn Kruijver
- Het vermoeden van Poincaré (2019)
- De Bezoeking (2020) - met gastrollen van Minke en Karlijn Kruijver

In 1993 zond de VPRO een bewerking van hun trilogie van het Mannelijk Onvermogen uit  op de televisie. Deze driedelige serie bestond uit de delen Afhoeken, Scheurleer en Oestersex

## Prijzen
- de Prosceniumprijs voor de producties Toblerone en Het Laatste Kievitsei (1992)[3]
- de Noord-Hollandse theatertrofee (1993)[4]
- De erepenning van de stad Haarlem (2001)
- Oeuvreprijs in het kader van de uitreiking van de Haarlemse Olifant (2016)